# Жан Карзу
Жан Карзу́ (фр. Jean Carzou, іноді —просто Карзу, справжнє ім'я — Гарнік Зулумян; 1907, Халеб — 12 серпня 2000) — майстер живопису, графіки, сценографії Франції XX століття, вірменин за походженням.

## Біографія
Точної дати народження Карзу-Зулумяна не зберіглося. Відомо, що вірменська родина мешкала в Сирії, де в місті Алеппо і народився Гарнік. Навчатися батьки направили у місто Каїр в Єгипті, де він закінчив Французький ліцей. З 1925 року він оселився в Парижі. Чотири роки навчався в Архітектурній школі. Але архітектором не став. Зате закохався в столицю Франції та мистецтво.
Декілька років Жан-Гарнік навчався живопису в Академії Гран Шомьєр на Монпарнасі. З кінця 1920-х років він учасник виставок в Парижі. Так з'явився французький художник Жан Карзу.

### Період пошуків
Бурхливе мистецьке життя Парижу впливало і на Карзу. Багато галасу створили нові мистецькі течії того часу — кубізм, сюрреалізм, фовізм, абстракціонізм. Досить консервативний і обережний, Карзу теж мав період пошуків в чистій формі без глибокого зв'язку зі змістом. Але все швидко минулося, і він не зазнав ані впливу абстракціонізму, ані впливу сюрреалізму. Охоронну роль зіграли архітектура (досить реальне і прагматичне мистецтво) і любов до пейзажів і натюрмортів. Саме пейзажі та натюрморти й малював Карзу. У 1939 році пройшла перша персональна виставка майстра. Потім були виставки в багатьох культурних центрах світу.
Як в музиці, де є мінор і мажор, так і у творчості Карзу — є веселощі та трагедії. Багато трагічних образів з'явилося під час 2-ї світової війни. Карзу малював метафоричні, знелюднені, пустельні пейзажі, де все лякало.

### Графіка Карзу

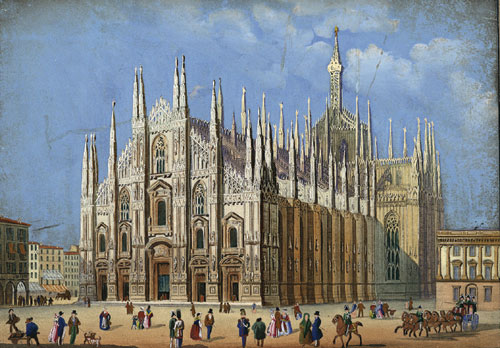
Анонім середини XIX ст. «Міланський собор», кольоровий офорт, 1856 рік.

Живопис не розповсюджується так, як графічні твори. Адже кожний аркуш гравюри-оригінал. Це добре знав Карзу. Він багато малював і свою улюблену архітектуру, і жіночі образи, і пейзажі. Панівне місце в його творчості посіла графіка — малюнки тушшю, офорти, кольорова літографія, акварель.
Приблизно з 1940 рр. сформувався неповторний стиль і самого Жана Карзу. Гострі готичні лінії присутні майже в кожній його роботі. Часом впізнаються образи готики Франції («Річка Сена біля Нотр-Даму»), часом вони пом'якшені впливами готики північної Італії, особливо архітектури Ломбардії, Мілану («Забуте місто», 1977). Чорно-білій малюнок тушшю «Забуте місто» — це водночас казка, театральна декорація і візуальна пісня про готичні башти та башточки Міланського собору.
Карзу багато подорожував містами Франції, не оминаючи малих міст в провінціях. Тому так багато зображень Парижа, його вокзалів, парків Версаля та Тюїльрі, французьких провінційних міст — Прованса, Іль-де-Франса, Бретані, Бургундії, Піренеїв.
Тяжіння Карзу до театру також відбилося в графіці. На кольоровій літографії «Містечко Ванс» є зображення стародавнього містечка Нормандії. Воно серед високих дерев першого плану. А віти тих дерев непомітно малюють візерунок фігури Арлекіна з маскою на обличчі — чи то патрон міста, чи то його охоронець, чи то алегорія характеру міста. Багатозначність і реалістичні деталі — могутня властивість графічних творів Карзу. За свою майстерність він увійшов до кола відомих майстрів графіки 20 століття.

### Карзу сценограф

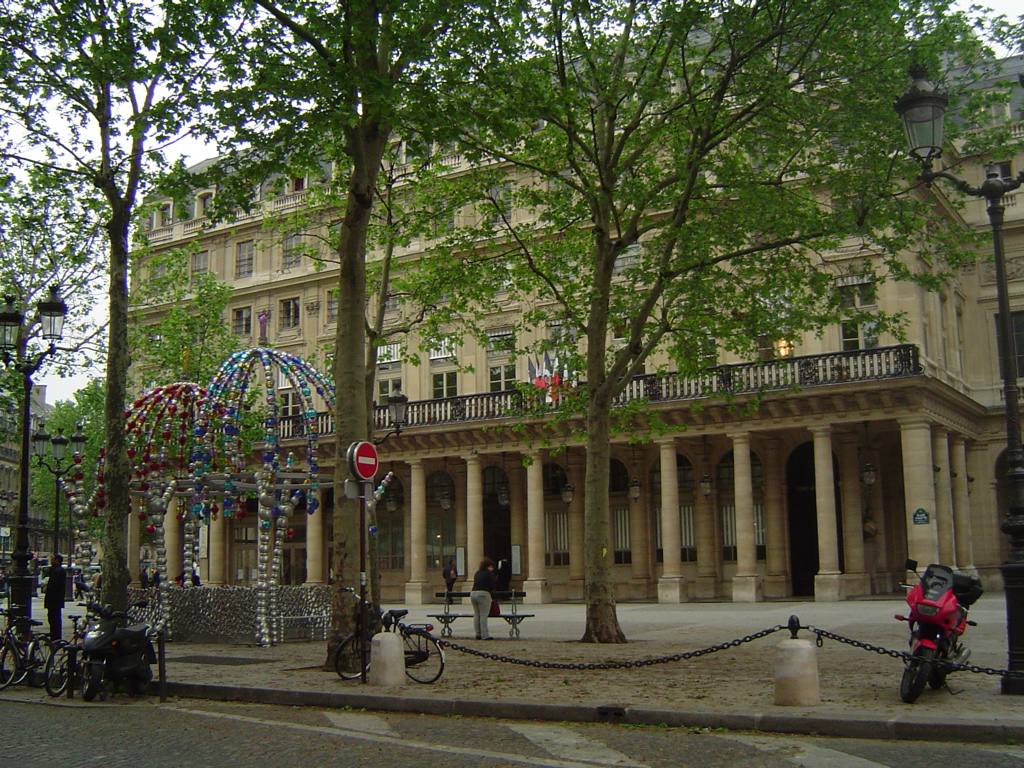
Театр Комеді Франсе, Париж.

Багато років Карзу працював у театрі, особливо плідно з балетмейстером Роланом Петі та ін. Він сценограф у театрі Комеді Франсе і в Гранд Опера (Опера Гарньє). Прийшли слава і визнання. Він метр Інституту Франції. В місті Дінар в провінції Бретань відкрито музей Карзу.

### Нагороди
- 1949, 1951, 1955 — лауреат премії Холлмарк;
- 1954  — лауреат премії Гран-прі Іль-де Франс;
- 1956  — орден Почесного легіону;
- 1958  — Гран-прі Європи в місті Брюссель.